# Гебхард II фон Грьоглинг
Гебхард II фон Грьоглинг (на немски: Gebhard II von Grögling; † 17 март 1149) е княжески епископ на Айхщет (1125 – 1149).

## Биография
Той е от стария баварски благороднически род Грьоглинг-Хиршберг, графове на Грьоглинг (днес част от Дитфурт ан дер Алтмюл) в Бавария. Син е на граф Ернст I фон Грьоглинг и Отенбург († 12 ноември 1096/1097), фогт на Айхщет (1085), и първата му съпруга Рихлинд фон Айхщет († сл. 1068), дъщеря на Хартвиг фон Айхщет и Авиза. Баща му се жени втори път след август 1078 г. за принцеса Луитгард фон Церинген († 1119). Внук е на Алтман граф при Фрайзинг († 1039/1047). Племенник е на Алтман фон Лурнгау († 1149), епископ на Тренто (1124 – 1149).
Гебхард II фон Грьоглинг е провост в Херриден през 1122 и през 1125 г. е избран за епископ на Айхщет след Удалрих II († 3 септември 1125). Крал Лотар III му дава „регалиите“ на 27 ноември 1125 г. в Регенсбург. Той участва в имперските събрания и църковните събори.
Гебхард II и братята му графовете Ернст II († сл. 1130) и Хартвиг III († сл. 1139) основават през 1129 г. бенедиктинския манастир Планкщетен в Берхинг. Брат му Хартвиг III фон Грьоглинг, фогт на манастир Айхщет, е дядо на Хартвиг фон Грьоглинг-Долнщайн († 1223), епископ на Айхщет (1196 – 1223), имперски канцлер (1202/03).